# Jardim Chapadão

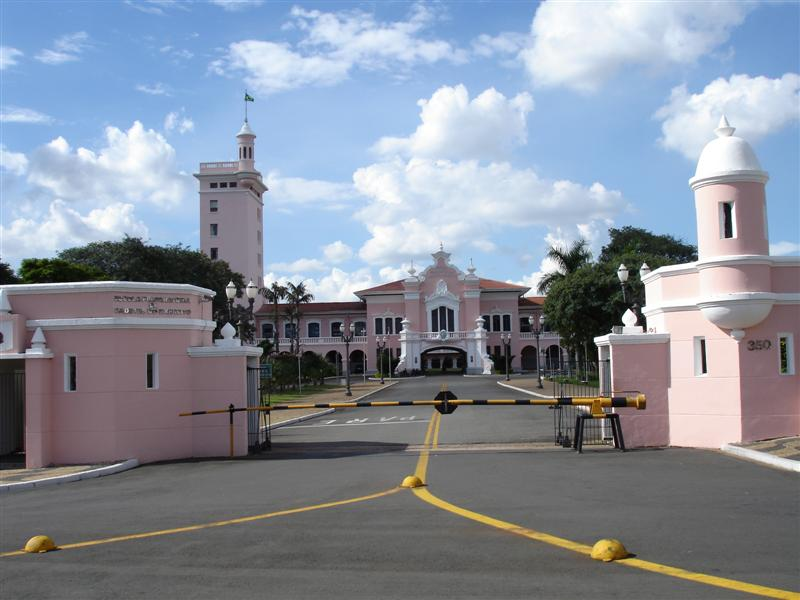
Entrada da Escola Preparatória de Cadetes do Exército, localizada no bairro.

O Jardim Chapadão é um bairro localizado na Zona Norte de Campinas, Macrorregião Norte, sendo um dos mais altos pontos  da cidade. Nele se localiza um importante centro comercial e residencial, sendo, em sua maioria, prédios e  casas de alto padrão e condomínios fechados horizontais, tornando-o um bairro prestigioso.
O ponto mais alto do bairro é a Torre do Castelo, e um dos pontos mais baixos do bairro é a Pedreira do Chapadão. Ao norte ficam a EsPCEx e a Fazenda Chapadão, ao sul está o Bonfim e o Jardim Eulina, a leste estão a Vila Nova e o Guanabara e a oeste fica o Jardim IV Centenário. 
Ao lado do Jardim Chapadão se localiza um complexo militar, do qual faz parte a Escola Preparatória de Cadetes do Exército e faz divisa com a Fazenda Chapadão, onde se localiza a 11ª Brigada de Infantaria Leve (GLO). Nas proximidades estão o Instituto de Tecnologia de Alimentos e a Fazenda Santa Elisa, pertencente ao Instituto Agronômico de Campinas.